# Stig Sahlin
Stig Erik Gunnar Sahlin, född 2 augusti 1899 i Eslövs köping, Västra Sallerups församling, död 11 juni 1963 i Köpenhamn, Danmark, var en svensk jurist och diplomat. 

## Biografi
Han var son till fabriksägaren i familjeföretaget Sahlins konfektionsfabrik, Albert Sahlin och Elisabeth Renck. Han gifte sig 1927 med Kerstin Hildebrand, dotter till historikern Karl Hildebrand och Elisabeth af Geijerstam.
Stig Sahlin blev filosofie licentiat i nationalekonomi 1922 och juris kandidat 1925 vid Lunds universitet, varpå han anställdes som attaché vid Utrikesdepartementet 1925, och hade då olika uppdrag i Berlin, Moskva och Bern. År 1931 utsågs han till andre sekreterare vid UD, två år senare till förste sekreterare, och utrikesråd 1935. Han var envoyé i Helsingfors från 1939, men återvände till Sverige 1941 då han blev tillförordnad generaldirektör i Kommerskollegiet. En kort tid 1945 var han kabinettssekreterare vid UD, men blev samma år envoyé i disponibilitet samt verkställande direktör för AB Vin- & Spritcentralen, vilket han förblev till 1957 då han utsågs till ambassadör i Köpenhamn. 
Dessutom hade Sahlin flera bemärkta uppdrag. Han var sekreterare vid Nationernas Förbunds undersökningskommission i Brittiska Palestinamandatet 1930, kanslichef vid Ådalskommissionen 1931, var ordförande vid flera kommissioner inom UD, finansdepartementet, handelsdepartementet och folkhushållningsdepartementet. 1936–1945 ingick han i en svensk delegation för handelspolitiska förhandlingar mellan olika stater, och var 1947–1948 ordförande i svenska delegationen vid världshandelskonferensen i Havanna. 1947–1952 var han ombud för Sverige vid flera internationella konferenser och organisationer.
Enligt Gunnar Hägglöf ansågs Sahlin redan på 1920-talet vara mönstret för en skicklig ämbetsman. År 1938 var regeringen sysselsatta med en diskussion om sin krigshandelspolitik, där Sahlin tillsammans med Erik Boheman och Gunnar Hägglöf fick Östen Undéns och Herman Erikssons stöd i att förändra den neutralitetspolitik som förts av Hjalmar Hammarskjöld under första världskriget. Regeringen hade stort förtroende för Sahlin, vilket var orsaken till att han fick den kritiska posten som diplomat i Helsingfors 1939.
Makarna Sahlin är begravda på Eslövs kyrkogård.

## Utmärkelser, ledamotskap och priser
- Storkorset av Finlands Vita Ros’ orden, 22 mars 1941.
- Kommendör med storkors av Nordstjärneorden, 23 november 1956.[1]
- Ledamot av Vetenskapssocieteten i Lund (LVSL)[2]

### Källhänvisningar
1. ↑  Kungl. Hovstaterna: Kungl. Maj:ts Ordens arkiv, Matriklar (D 1), vol. 12 (1950–1959), p. 119, digital avbildning.
2. ↑  https://journals.lub.lu.se/vsl/issue/view/3031/621 Vetenskapssocieteten i Lund Årsbok 2018